# 指深荘
揖深荘（いぶかのしょう）は、鎌倉時代に美濃国にあった荘園。摂関家領。指深荘とも。

## 概要

### 所在
美濃国武儀郡。現在の岐阜県関市・美濃市など。美濃加茂市伊深が中心地。

### 規模
不明。

### 起源
不明。藤原師実の代にはすでに摂関家領。

### 領主
摂関家（藤原師実→鷹司院→鷹司兼平→鷹司兼忠ら）→興福寺大乗院

### 終焉
不明。